# 杜廼松
杜廼松（1937年6月—2023年6月22日），北京人，中国青铜器与古文字研究和鉴定专家，故宫博物院研究员、故宫博物院学术委员会委员，中央文史研究馆馆员，被誉为“青铜器鉴定第一人”。1962年毕业于北京大学历史系考古专业。